# Inundación asesina
Inundación asesina (título original: Killer Flood: The Day the Dam Broke) es un telefilme estadounidense de catástrofes de 2003 dirigida por Doug Campbell y protagonizado por Joe Lando, Matthew Ewald y Michele Greene.

## Argumento
Rutland es una ciudad pacífica en el norte de Estados Unidos. Sin embargo las lluvias torrenciales amenazan la enorme presa que se eleva sobre la ciudad. David Powell, el hombre que originó la presa, fue despedido, porque, al ejecutar sus planes de construcción, que estaban diseñados para garantizar la máxima seguridad al respecto, lo hizo presuntamente de una forma demasiado costosa. En vez de ello, la ciudad confió en el gerente de construcción Matt Walker, un hombre sin escrúpulos que hizo chapuza en la presa de una forma premeditada durante su posterior construcción.
David es el único que intuye el escándalo y hace entonces todo lo posible para advertir a la ciudad. Para ello intenta convencer a su todavía esposa Natalie, quien también es la vicealcaldesa de la ciudad, sobre lo que se avecina. Aun así, a pesar de la esperanza justificada de que se le escuche, le queda al arquitecto poco tiempo para evitar una correspondiente catástrofe de proporciones inimaginables.

## Reparto
| Actor              | Personaje           |
| ------------------ | ------------------- |
| Joe Lando          | David Arthur Powell |
| Matthew Ewald      | Garth Powell        |
| Michele Greene     | Natalie Powell      |
| Christopher Kriesa | Frank               |
| Bruce Boxleitner   | Matt Walker         |
| Joshua J. Masters  | Vicesheriff Bloom   |
| D. K. Kelly        | Sheriff Ted Metcalf |
| Danny Johnson      | Bruce               |

## Producción
La película fue rodada en Vermont, Estados Unidos.

## Recepción
Hoy en día el telefilme ha sido valorado en portales cinematográficos. En IMDb, con 647 votos registrados, el filme obtiene una media ponderada de 3,9 sobre 10. En cuanto a Rotten Tomatoes, los más de 1000 votos registrados en el portal dieron al telefilme una valoración media de 3,1 de 5.